# Distretto di Nurota
Il distretto di Nurota è uno degli 8 distretti della Regione di Navoiy, in Uzbekistan. Il capoluogo è Nurota.